# 比布爾卡

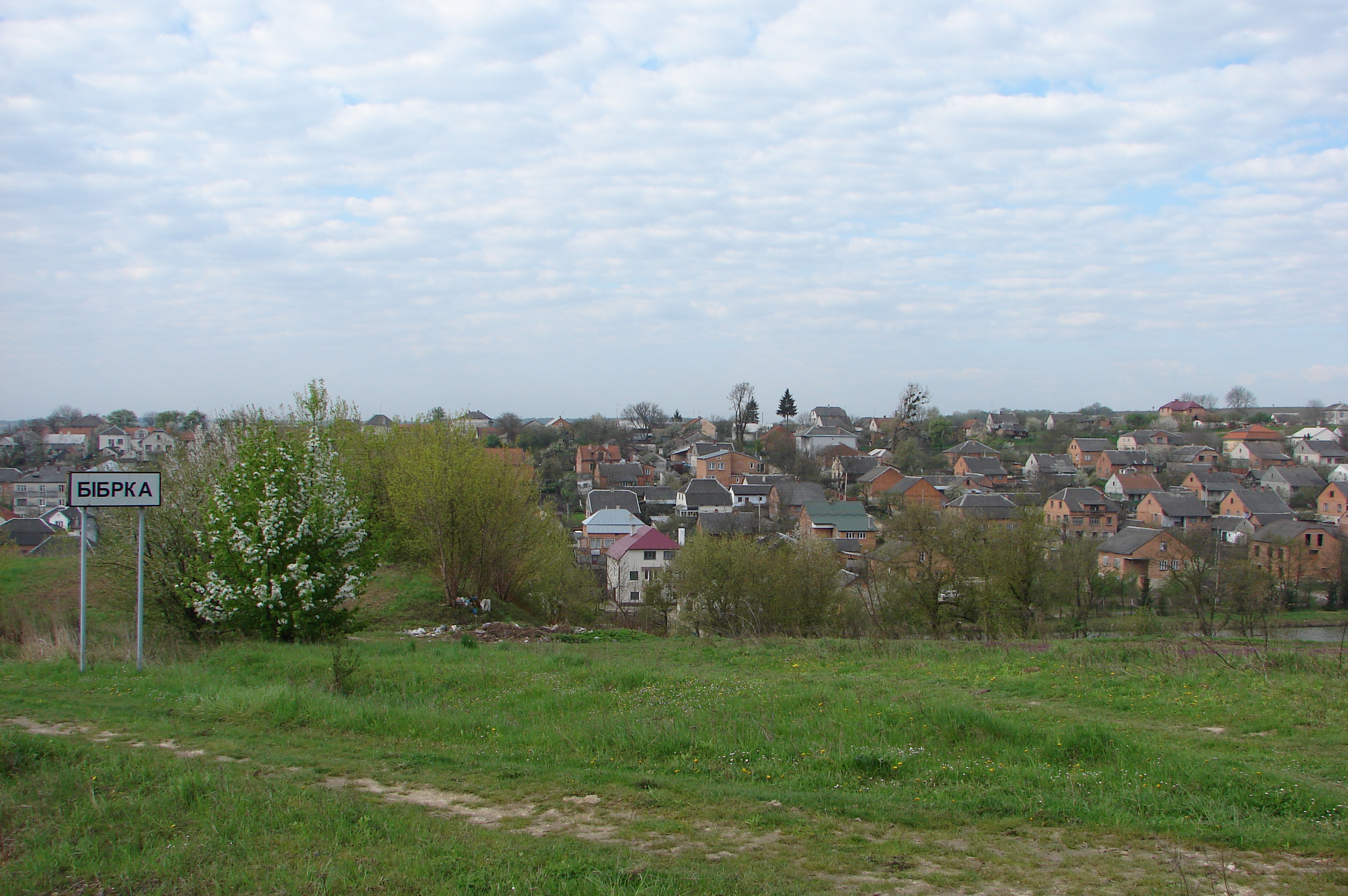
全景图

比布爾卡（羅馬化：Bibrka），亦译为博布尔卡，是烏克蘭西部利沃夫州利沃夫区比布尔卡市镇内的城市及其行政中心。距離州府利沃夫29公里，始建於1211年，面積5.14平方公里，海拔高度298米，2022年人口3,761。

## 外部連結
- （波兰語） Bóbrka （页面存档备份，存于） (Bibrka) in the Geographical Dictionary of the Kingdom of Poland (1880)
- JewishGen ShtetLinks, Bóbrka by Bev Shulster. Retrieved 25 May 2006
- My Bibrka （页面存档备份，存于） （乌克兰語）, （俄文）

49°37′N 24°14′E / 49.617°N 24.233°E
1. ↑  俄語：